# Günter Dürig

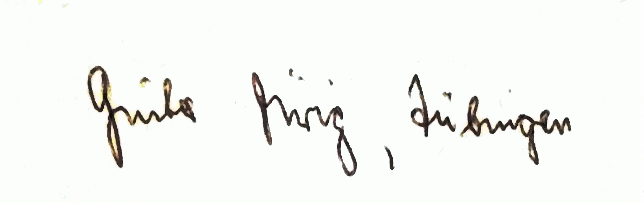
Unterschrift Günter Dürig (Oktober 1981)

Günter Dürig (* 25. Januar 1920 in Breslau; † 22. November 1996 in Tübingen) war ein deutscher Staatsrechtsprofessor an der Universität Tübingen, der mit seiner führenden Kommentierung des Grundgesetzes – zusammen mit Theodor Maunz als Maunz/Dürig – prägenden Einfluss auf das Staatsrecht der Bundesrepublik Deutschland gewann. Außerdem ist er Namensgeber der Sammlung Gesetze des Landes Baden-Württemberg.

## Leben
Dürig besuchte des humanistische Gymnasium seiner Heimatstadt Breslau. Nach dem Abitur 1937 schlug er die Offizierslaufbahn in der Wehrmacht ein. Im Zweiten Weltkrieg war er bis zuletzt als Soldat eingesetzt: Am Kriegsende war er Rittmeister in der Panzergrenadier-Division „Großdeutschland“. Das Kriegsende erlebte er schwer verletzt wegen eines Kopfschusses in einem Lazarett am Tegernsee, weshalb ihm eine Kriegsgefangenschaft erspart blieb. Er studierte ab 1946 in München Rechtswissenschaft, wurde bereits 1949 promoviert und habilitierte sich im Jahre 1953, jeweils bei Willibalt Apelt.
1955 wurde er als Lehrstuhlvertreter außerordentlicher und 1956 als Nachfolger von Carlo Schmid ordentlicher Professor an der Universität Tübingen.:S. 1082 f. 1958 begründete er mit dem NS-belasteten Theodor Maunz einen der später führenden Kommentare zum Grundgesetz, den Maunz/Dürig. Dürig gehörte zu den Gründungsjuristen des bundesrepublikanischen Beginns nach 1945. Nach Ansicht von Walter Schmitt Glaeser habe er es verstanden, Wissenschafts- und Laiensprache in Einklang zu bringen, und wesentlich dazu beigetragen, dass das Grundgesetz und die neue Verfasstheit akzeptiert worden seien.:S. 1079 Seine Grundrechtsdogmatik mit den drei Säulen der Menschenwürde, der Freiheit der Person und der Gleichheit habe seinen Ruf begründet.:S. 1085 Dürig entwickelte 1956 in einem Aufsatz in der Festschrift für Hans Nawiasky die Lehre von der mittelbaren Drittwirkung der Grundrechte.
An der Universität Tübingen war er Direktor des Völkerrechtlichen Seminars. Überdies war er Richter am Verwaltungsgerichtshof Baden-Württemberg. 1985 wurde er emeritiert.
Dürig war Ehrenmitglied der katholischen Studentenverbindung KStV Alamannia Tübingen im KV.

## Ehrungen
- 1978: Verdienstorden des Landes Baden-Württemberg
- 1982: Großes Bundesverdienstkreuz
- 1989: Großes Verdienstkreuz mit Stern

## Schriften (Auswahl)
- Die Berufsbeamten und die Staatskrisen (= Veröffentlichungen der Vereinigung der Deutschen Staatsrechtslehrer, Heft 13). Berichte von Friedrich August von der Heydte, Günter Dürig, Richard Naumann, Hans Spanner und Aussprache zu den Berichten in den Verhandlungen der Tagung der deutschen Staatsrechtslehrer zu Tübingen am 14. und 15. Oktober 1954. de Gruyter, Berlin 1955.
- Grundrechte und Privatrechtsprechung. In: Theodor Maunz (Hrsg.): Vom Bonner Grundgesetz zur gesamtdeutschen Verfassung. Festschrift zum 75. Geburtstag von Hans Nawiasky. Isar-Verlag, München 1956, S. 157–190.
- Die Rechtsstellung der katholischen Privatschulen im Lande Bremen (= Recht und Staat in Geschichte und Gegenwart. Heft 284/285). Mohr (Siebeck), Tübingen 1964.
- mit Walter Rudolf (Hrsg.): Texte zur deutschen Verfassungsgeschichte. Vornehmlich für den Studiengebrauch (= Rechtshistorische Texte). Beck, München u. a. 1967.
- mit Hans-Ulrich Evers: Zur verfassungsändernden Beschränkung des Post-, Telefon- und Fernmeldegeheimnisses. 2 Rechtsgutachten. Gehlen, Bad Homburg 1969.
- Walter Schmitt Glaeser, Peter Häberle (Hrsg.): Günter Dürig: Gesammelte Schriften, 1952–1983 (= Schriften zum öffentlichen Recht. Band 463). Duncker und Humblot, Berlin 1984, ISBN 3-428-05594-2.
- Grundgesetz: Kommentierung der Artikel 1 und 2 Grundgesetz. Sonderdruck, Beck, München 2003, ISBN 3-406-51604-1.
- mit Roman Herzog, Rupert Scholz (Hrsg.): Grundgesetz. Der Standardkommentar zum BVerfGG. 7 Bände. 103. Auflage, C. H. Beck, München 2024, ISBN 978-3-406-45862-0.